# Fahad Abdulrahman
Fahad Abdulrahman Abdullah (10 de outubro de 1962) é um ex-futebolista emiratense, que atuava como meia.

## Carreira
Fahad Abdulrahman integrou a histórica Seleção Emiratense de Futebol da Copa do Mundo de 1990. 